# Dendrophylax sallei
Dendrophylax sallei é uma espécie de orquídea, família Orchidaceae, que existe em Hispaniola, onde cresce em áreas bastante úmidas e abafadas. Trata-se de planta epífita, monopodial, com caule insignificante e efêmeras folhas rudimentares, com inflorescências racemosas que brotam diretamente de um nódulo na base de suas raízes. As flores têm um longonectário na parte de trás do labelo.

## Publicação e sinônimos
- Dendrophylax sallei (Rchb.f.) Benth. ex Rolfe, Gard. Chron., III, 4: 533 (1888).

Sinônimos homotípicos:
- Aeranthes sallei Rchb.f. in W.G.Walpers, Ann. Bot. Syst. 6: 902 (1864).
- Polyrrhiza sallei (Rchb.f.) Cogn. in I.Urban, Symb. Antill. 6: 680 (1910).
- Polyradicion sallei (Rchb.f.) Garay, J. Arnold Arbor. 50: 467 (1969).